# 伊佐沼

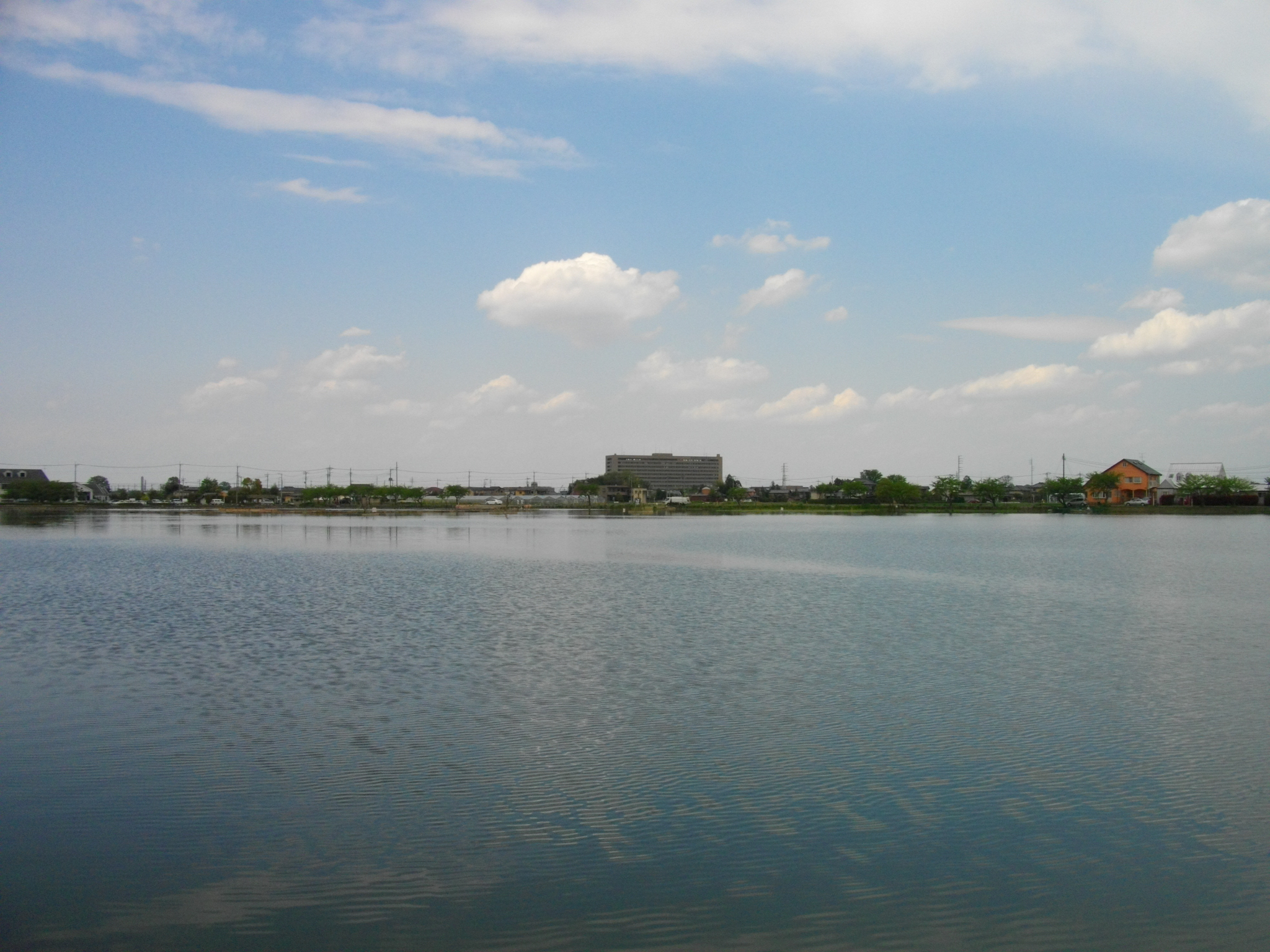
伊佐沼

伊佐沼（いさぬま）は、埼玉県川越市の東部に位置し、南北が約1300mおよび東西が約300mほどの沼。

## 自然
自然沼としては埼玉県内最大、関東地方でも印旛沼に次ぐ広さである。南北朝時代の文和年間に古尾谷氏の家臣・伊佐氏が沼を浄化して溜池にしたとされ、以来、伊佐沼と呼ばれるようになった。戦前までは現在の倍の広さがあったが、食糧増産のため干拓が行われ、面積が減少した。昭和初期までは新河岸川の源流とされていたが、河川改修後には、旧・赤間川が新河岸川の源流となり、伊佐沼は現在は新河岸川の支流である九十川の源流となっている。赤間川分断のため主な流入河川が無くなった沼には伊佐沼代用水路が流入し、入間川から導水する。四季を通してヘラブナ・マブナ・コイなどの釣りが楽しめる。春先には桜並木、6月下旬から7月初旬には川越蓮の会が復活させた古代蓮の花が見頃となる。またかつては川越電気鉄道の沼端駅があり、伊佐沼の湖岸に路線があり電車が走っていた。

## 伊佐沼公園
沼の西側に川越市が管理する伊佐沼公園が整備されている。冒険の森（フィールドアスレチック）、野外音楽堂、広場等が有る。沼のまわりには遊歩道が整備されており、1周でおよそ2.4kmとなっている。県立川越高校の運動部のランニング場所などとしても活用されている。休日には、多くの家族連れの姿が見られる。夏には小江戸川越花火大会が伊佐沼公園と安比奈親水公園との持ち回りで開催される。

## 交通
- JR川越線・東武東上線川越駅より西武バス川越グリーンパーク行き、伊佐沼冒険の森バス停下車徒歩10分、東武バス上尾駅西口・平方・埼玉医大・川越運動公園行き、伊佐沼入り口バス停下車南に徒歩10分
- 国道16号、伊佐沼交差点より